# Thury-gänga
Thury-gänga är en schweizisk urmakerigänga, som varit förebild till BA-gängan. Den har en flankvinkel på 47,5°. Både gängbottnen och gängspetsarna är rundade. Den låga flankvinkeln är fördelaktig för hål i tunna plåtar genom att många gängvarv ryms inom plåttjockleken.